# Cúp quốc gia Scotland 2012–13
Cúp quốc gia Scotland 2012–13 là mùa giải thứ 128 của giải đấu bóng đá loại trực tiếp uy tín nhất Scotland. Giải đấu khởi tranh từ 4 tháng 8 năm 2012 và kết thúc ngày 26 tháng 5 năm 2013. Giải được tài trợ bởi công ty làm sách William Hill trong mùa giải thứ hai của hợp đồng thời hạn 3 năm và còn có tên là Cúp quốc gia Scotland William Hill. Đội vô địch sẽ giành quyền tham dự vòng loại thứ Ba của UEFA Europa League 2013–14. Đương kim vô địch Hearts bị loại bởi kình địch vùng Edinburgh Hibernian ở vòng Bốn, một sự lặp lại của trận chung kết mùa trước.

## Thể thức và lịch thi đấu
Do sự tăng lên số đội tham gia, nên sẽ có vòng sơ loại bao gồm 4 đội. 34 đội khác từ Highland League, giành quyền từ Junior và các đội khác thuộc Hiệp hội bóng đá Scotland được đi tiếp vào vòng Một. Các đội Third Division vào vòng Hai, trong khi các đội Second Division và một số đội First Division bắt đầu từ vòng Ba. Các đội First Division còn lại và tất cả các đội Scottish Premier League (SPL) và vòng Bốn (32 đội mạnh nhất). Lễ bốc thăm vòng Bốn diễn ra đầu tháng 12 năm 2012, cho phép các câu lạc bộ SPL một kì nghỉ đông ngắn trong tháng Một.
Lần đầu tiên trong lịch sử, trận chung kết dự định sẽ diễn ra vào ngày Chủ Nhật. Việc này để thích nghi với quy định của UEFA là cấm phát sóng các trận đấu cùng ngày với trận Chung kết UEFA Champions League. Chung kết Cúp quốc gia Scotland 2012 diễn ra cùng ngày với trận chung kết Chung kết UEFA Champions League 2012, nhưng đã được giải quyết với việc từ bỏ 1 năm đề nghị bởi UEFA. Sự tắc nghẽn ngày thi đấu cho thấy rằng Chung kết Cúp quốc gia Scotland 2013 không thể chuyển sang ngày cuối tuần trước đó.
Lịch thi đấu mùa giải 2012–13 như sau:
| Vòng         | Ngày bốc thăm               | Ngày thi đấu đầu tiên                     | Số trận đấu | Số trận đấu | Số đội tham gia |
| Vòng         | Ngày bốc thăm               | Ngày thi đấu đầu tiên                     | Ban đầu     | Đấu lại     | Số đội tham gia |
| ------------ | --------------------------- | ----------------------------------------- | ----------- | ----------- | --------------- |
| Vòng sơ loại | Thứ Ba 3 tháng 7 năm 2012   | Thứ Bảy 4 tháng 8 năm 2012                | 2           | 0           | 84 → 82         |
| Vòng Một     | Thứ Hai 23 tháng 7 năm 2012 | Thứ Bảy 25 tháng 8 năm 2012               | 18          | 3           | 82 → 64         |
| Vòng Hai     | Thứ Hai 27 tháng 8 năm 2012 | Thứ Bảy 29 tháng 9 năm 2012               | 16          | 3           | 64 → 48         |
| Vòng Ba      | Thứ Hai 1 tháng 10 năm 2012 | Thứ Bảy 3 tháng 11 năm 2012               | 16          | 7           | 48 → 32         |
| Vòng Bốn     | Thứ Hai 5 tháng 11 năm 2012 | Thứ Bảy 1 tháng 12 năm 2012               | 16          | 4           | 32 → 16         |
| Vòng Năm     | Thứ Hai 3 tháng 12 năm 2012 | Thứ Bảy 2 tháng 2 năm 2013                | 8           | 0           | 16 → 80         |
| Tứ kết       | Chủ Nhật 3 tháng 2 năm 2013 | Thứ Bảy 2 tháng 3 năm 2013                | 4           | 0           | 8 → 4           |
| Bán kết      | Thứ Hai 4 tháng 3 năm 2013  | Thứ Bảy 13 & Chủ Nhật 14 tháng 4 năm 2013 | 2           | N/A         | 4 → 2           |
| Chung kết    | N/A                         | Chủ Nhật 26 tháng 5 năm 2013              | 1           | N/A         | 2 → 1           |

## Vòng sơ loại
Lễ bốc thăm vòng sơ loại diễn ra ngày 3 tháng 7 năm 2012 tại Hampden Park, Glasgow.
Vòng này có sự tham gia của các đội sau:
- 15 đội SFA từ Highland Football League: (Brora Rangers, Buckie Thistle, Clachnacuddin, Deveronvale, Formartine United, Fort William, Fraserburgh, Huntly, Inverurie Loco Works, Keith, Lossiemouth, Nairn County, Rothes, Turriff United và Wick Academy)
- 12 đội SFA từ East of Scotland League: (Burntisland Shipyard, Civil Service Strollers, Coldstream, Edinburgh City, Edinburgh University, Gala Fairydean, Hawick Royal Albert, Preston Athletic, Selkirk, Spartans, Vale of Leithen, Whitehill Welfare)
- 4 đội SFA từ South of Scotland League: (Newton Stewart, St Cuthbert Wanderers, Threave Rovers, Wigtown & Bladnoch)
- 3 đội SFA từ các giải khác: (Girvan, Glasgow University, Golspie Sutherland)
- 4 đội giành quyền từ Scottish Junior Football Association: (Bonnyrigg Rose Athletic, Hermes, Irvine Meadow, Shotts Bon Accord)

34 đội được đi tiếp ở vòng Một.
| 4 tháng 8 năm 2012 | Fort William     | 1 − 3 | Preston Athletic                          | Claggan Park, Fort William |  |
| 15:00              | David Forbes 25' |       | 19', 41' Sean Martin · 86' Kevin Morrison | Trọng tài: David Munro     |  |

| 4 tháng 8 năm 2012 | Keith | 0 − 1 | St Cuthbert Wanderers | Kynoch Park, Keith    |  |
| 15:00              |       |       | 60' Craig Rudd        | Trọng tài: Nick Walsh |  |

## Vòng Một
Lễ bốc thăm vòng Một diễn ra vào ngày 23 tháng 7 năm 2012 tại Queen Anne Suite, Edinburgh Castle, lúc 2:00pm.
Vòng này có sự tham gia của các đội chiến thắng ở vòng sơ loại cùng với 34 đội được miễn đấu ở vòng sơ loại.
| 25 tháng 8 năm 2012 | Threave Rovers | 0 − 1 | Vale of Leithen | Meadow Park, Castle Douglas |  |
| 15:00               |                |       | 49' Danny Noon  | Trọng tài: Nick Walsh       |  |

| 25 tháng 8 năm 2012 | Bonnyrigg Rose Athletic           | 2 − 1 | Girvan                    | New Dundas Park, Bonnyrigg |  |
| 15:00               | Paul Shields 6' · Kris Renton 28' |       | 53' (pen) Darren Mitchell | Trọng tài: Craig Napier    |  |

| 25 tháng 8 năm 2012 | Huntly                | 2 − 2 | Wigtown & Bladnoch                       | Christie Park, Huntly |  |
| 15:00               | Barry Somers 59', 74' |       | 15' Robert Jamieson · 33' Jamie McHarrie | Trọng tài: Andy Milne |  |

| 25 tháng 8 năm 2012 | Shotts Bon Accord         | 1 − 1 | Edinburgh City  | Hannah Park, Shotts        |  |
| 15:00               | Ruaraidh Scott 34' (l.n.) |       | 80' Paul Devlin | Trọng tài: Steven Kirkland |  |

| 25 tháng 8 năm 2012 | Irvine Meadow                                | 4 − 0 | Gala Fairydean | Meadow Park, Irvine        |  |
| 15:00               | Tom Brighton 27', 61', 85' · Richie Barr 42' |       |                | Trọng tài: Duncan Williams |  |

| 25 tháng 8 năm 2012 | Edinburgh University    | 1 − 2 | St Cuthbert Wanderers             | Peffermill, Edinburgh   |  |
| 15:00               | Dean Thomson 55' (l.n.) |       | 9' Ian Miller · 36' Andy Corcoran | Trọng tài: Grant Irvine |  |

| 25 tháng 8 năm 2012 | Formartine United                            | 3 − 2 | Brora Rangers                          | North Lodge Park, Pitmedden |  |
| 15:00               | Hamish Munro 6', 13' · Daniel Park 21' (pen) |       | 64' Steven Mackay · 70' Craig Campbell | Trọng tài: Graham Beaton    |  |

| 25 tháng 8 năm 2012 | Civil Service Strollers                                      | 4 − 0 | Newton Stewart | Civil Service Sports Association, Edinburgh |  |
| 15:00               | Darren Aird 32' · Craig Pimms 50' · Stewart O'Neill 58', 85' |       |                | Trọng tài: Alan Newlands                    |  |

| 25 tháng 8 năm 2012 | Spartans | 0 − 2 | Wick Academy                          | Ainslie Park, Edinburgh |  |
| 15:00               |          |       | 45' Grant Steven · 45' Lukasz Geruzel | Trọng tài: Gavin Duncan |  |

| 25 tháng 8 năm 2012 | Glasgow University | 0 − 2 | Selkirk                             | Garscube Sports Complex, Glasgow |  |
| 15:00               |                    |       | 3' David Battle · 46' Aaron Butters | Trọng tài: Paul O'Neill          |  |

| 25 tháng 8 năm 2012 | Clachnacuddin                       | 2 − 1 | Lossiemouth        | Grant Street Park, Inverness |  |
| 15:00               | Scott Graham 46' · Blair Lawrie 81' |       | 88' Ross Archibald | Trọng tài: Ryan Milne        |  |

| 25 tháng 8 năm 2012 | Hawick Royal Albert | 1 − 4 | Golspie Sutherland                                                  | Albert Park, Hawick       |  |
| 15:00               | Lawrie Cannon 89'   |       | 16' (pen) Shane Sutherland · 60', 88' Ronnie Jones · 83' Shaun Kerr | Trọng tài: James Campbell |  |

| 25 tháng 8 năm 2012 | Fraserburgh                                                                   | 4 − 0 | Coldstream | Bellslea Park, Fraserburgh |  |
| 15:00               | Ryan Christie 24' · Mark Cowie 37' · Scott Barbour 38' · Graham Johnstone 77' |       |            | Trọng tài: Craig Sim       |  |

| 25 tháng 8 năm 2012 | Whitehill Welfare                        | 2 − 4 | Inverurie Loco Works                                                                | Ferguson Park, Rosewell |  |
| 15:00               | Steven Manson 60' · Aaron Somerville 63' |       | 29' Andrew Bagshaw · 44' (pen) Ryan Broadhurst · 52' Steven Park · 74' Stuart McKay | Trọng tài: Gavin Ross   |  |

| 25 tháng 8 năm 2012 | Buckie Thistle | 0 − 0 | Rothes | Victoria Park, Buckie  |  |
| 15:00               |                |       |        | Trọng tài: Morag Pirie |  |

| 25 tháng 8 năm 2012 | Hermes           | 1 − 4 | Deveronvale                                                    | Lochside Park, Bridge of Don |  |
| 15:00               | Keith Wilson 38' |       | 3' (pen), 25' Scott Fraser · 14' Graeme Watt · 68' Kris Duncan | Trọng tài: Mike McNab        |  |

| 25 tháng 8 năm 2012 | Preston Athletic | 0 − 2 | Nairn County          | Pennypit Park, Prestonpans |  |
| 15:00               |                  |       | 3', 48' Conor Gethins | Trọng tài: Steven Reid     |  |

| 25 tháng 8 năm 2012 | Turriff United                                                                      | 6 − 1 | Burntisland Shipyard | The Haughs, Turriff      |  |
| 15:00               | Ross Anderson 6' · Paul Campbell 7', 12' · Gary Harris 37', 50' · Stephen Gauld 82' |       | 39' Craig Hutt       | Trọng tài: Graham Fraser |  |

### Đấu lại
| 1 tháng 9 năm 2012 | Edinburgh City                                                           | 4 − 1 | Shotts Bon Accord           | Meadowbank Stadium, Edinburgh |  |
| 15:00              | Ross Guthrie 11' · Ruaridh Scott 53' · Douglas Gair 78' · Andy Howat 83' |       | 90' (pen) Antonio Jaconelli |                               |  |

| 1 tháng 9 năm 2012 | Rothes | 0 − 4 | Buckie Thistle                                            | Mackessack Park, Rothes |  |
| 15:00              |        |       | 29' Neil Davidson · 31', 32' (pen), 63' Zander Sutherland | Trọng tài: Morag Pirie  |  |

| 1 tháng 9 năm 2012 | Wigtown & Bladnoch | 0 − 2 | Huntly                                    | Trammondford Park, Wigtown |  |
| 15:00              |                    |       | 7' Barry Somers · 57' Andrzej Kleczkowski | Trọng tài: David Lowe      |  |

## Vòng Hai
Lễ bốc thăm vòng Hai diễn ra vào ngày 27 tháng 8 năm 2012. Tất cả 10 đội từ Third Division đều tham gia, cùng với đội vô địch của South of Scotland League (Dalbeattie Star) và East of Scotland League (Stirling University), cũng như đội vô địch và á quân của Highland League (Forres Mechanics và Cove Rangers).

| 29 tháng 9 năm 2012 | Cove Rangers | 7 − 0 | Golspie Sutherland | Allan Park, Aberdeen   |  |
| 15:00               | Connor Scully 2' · Alan Redford 27' · Richie Singer 31' · Ronnie Jones 63' (l.n.) · Blair Yule 69' · Jordan Leyden 74' · Eric Watson 90' |       |                    | Trọng tài: David Munro |  |

| 29 tháng 9 năm 2012 | Fraserburgh          | 1 − 2 | East Stirlingshire                     | Bellslea Park, Fraserburgh |  |
| 15:00               | Graham Johnstone 60' |       | 13' David Greenhill · 26' Kevin Turner | Trọng tài: Don Robertson   |  |

| 29 tháng 9 năm 2012 | Forres Mechanics | 0 − 1 | Rangers          | Mosset Park, Forres       |  |
| 15:00               |                  |       | 16' Kal Naismith | Trọng tài: Crawford Allan |  |

| 29 tháng 9 năm 2012 | Clachnacuddin                                                         | 4 − 2 | Formartine United                     | Grant Street Park, Inverness |  |
| 15:00               | Stephen Jeffrey 21' (l.n.) · Scott Graham 38' · Alan Pollock 55', 57' |       | 32' Daniel Park · 61' Callum Dingwall | Trọng tài: Martin Kerrigan   |  |

| 29 tháng 9 năm 2012 | Civil Service Strollers  | 1 − 2 | Turriff United                          | Civil Service Sports Association, Edinburgh |  |
| 15:00               | Ross Anderson 65' (l.n.) |       | 3' Cameron Bowden · 25' David MacKenzie | Trọng tài: Steven Reid                      |  |

| 29 tháng 9 năm 2012 | Montrose       | 1 − 3 | Edinburgh City                         | Links Park, Montrose     |  |
| 15:00               | Paul Lunan 45' |       | 11', 73' Robbie Ross · 79' Scott Fusco | Trọng tài: Graham Beaton |  |

| 29 tháng 9 năm 2012 | Buckie Thistle | 0 − 0 | Annan Athletic | Victoria Park, Buckie   |  |
| 15:00               |                |       |                | Trọng tài: Gavin Duncan |  |

| 29 tháng 9 năm 2012 | Berwick Rangers      | 1 − 0 | Wick Academy | Shielfield Park, Berwick upon Tweed |  |
| 15:00               | Lee Currie 84' (pen) |       |              | Trọng tài: James Campbell           |  |

| 29 tháng 9 năm 2012 | Selkirk            | 1 − 1 | Vale of Leithen     | Yarrow Park, Selkirk    |  |
| 15:00               | Euan Pritchard 25' |       | 79' Stephen Sproule | Trọng tài: Craig Napier |  |

| 29 tháng 9 năm 2012 | Inverurie Loco Works                                                | 4 − 3 | Huntly                                                  | Harlaw Park, Inverurie   |  |
| 15:00               | Łukasz Stasiak 25' (l.n.) · Neil Gauld 68', 70' · Stuart MacKay 80' |       | 32' Russell Guild · 35' David Booth · 54' Neil Davidson | Trọng tài: Alan Newlands |  |

| 29 tháng 9 năm 2012 | Deveronvale                                              | 3 − 2 | Peterhead                          | Princess Royal Park, Banff |  |
| 15:00               | Chris Blackhall 7' · Graeme Rodger 9' · Scott Fraser 37' |       | 81' Ross Smith · 84' Bryan Deasley | Trọng tài: Ryan Milne      |  |

| 29 tháng 9 năm 2012 | Elgin City                                             | 3 − 1 | St Cuthbert Wanderers | Borough Briggs, Elgin     |  |
| 15:00               | Brian Cameron 26' · Stuart Leslie 35' · Craig Gunn 40' |       | 64' (pen) Ian Miller  | Trọng tài: Michael Taylor |  |

| 29 tháng 9 năm 2012 | Dalbeattie Star | 0 − 5 | Stirling Albion                                                         | Islecroft Stadium, Dalbeattie |  |
| 15:00               |                 |       | 26' (pen), 30' Steven Weir · 53', 71' Jordan White · 88' Greig McDonald | Trọng tài: Nick Walsh         |  |

| 29 tháng 9 năm 2012 | Queen's Park                                                        | 3 − 0 | Irvine Meadow | Hampden Park, Glasgow |  |
| 15:00               | Jamie Longworth 63' (pen) · Lawrence Shankland 65' · Tony Quinn 68' |       |               | Trọng tài: Des Roache |  |

| 29 tháng 9 năm 2012 | Stirling University | 0 − 1 | Bonnyrigg Rose Athletic | University of Stirling, Stirling |  |
| 15:00               |                     |       | 80' Kris Renton         | Trọng tài: Grant Irvine          |  |

| 29 tháng 9 năm 2012 | Clyde                                                       | 3 − 3 | Nairn County                            | Broadwood Stadium, Cumbernauld |  |
| 15:00               | Kevin Watt 25' · Bryan Gilfillan 49' · Stefan McCluskey 86' |       | Conor Gethins 18', 50' · Gregg Main 32' | Trọng tài: Gavin Ross          |  |

### Đấu lại
| 6 tháng 10 năm 2012 | Annan Athletic     | 1 − 2 | Buckie Thistle             | Galabank, Annan         |  |
| 15:00               | Scott Chaplain 48' |       | 59', 77' Zander Sutherland | Trọng tài: Gavin Duncan |  |

| 6 tháng 10 năm 2012 | Vale of Leithen                                                               | 5 − 1 | Selkirk         | Victoria Park, Innerleithen |  |
| 14:30               | Stephen Sproule 12' · Danny Noon 50' · Scott Moffat 56', 83' · Kerr Dodds 81' |       | 84' Johnny Watt | Trọng tài: Craig Napier     |  |

| 6 tháng 10 năm 2012 | Nairn County                                            | 3 − 2 | Clyde                                        | Station Park, Nairn   |  |
| 15:00               | Conor Gethins 22' · John Cameron 79' · Andrew Neill 89' |       | 6' Stefan McCluskey · 41' (pen) John Sweeney | Trọng tài: Gavin Ross |  |

## Vòng Ba
16 đội tham gia vòng Ba gồm: tất cả 10 đội của Second Division, cùng với các đội xếp thứ 6 đến thứ 8 ở First Division mùa trước (Partick, Raith và Morton) và 3 đội được thăng hạng từ Second Division mùa trước (Cowdenbeath, Dumbarton và Airdrie United).
| 3 tháng 11 năm 2012 | Rangers                                                                                    | 7 − 0 | Alloa Athletic | Ibrox Stadium, Glasgow                       |  |
| 15:00               | Dean Shiels 2', 21' · Lee McCulloch 33', 72' · Robbie Crawford 73' · Barrie McKay 82', 89' |       |                | Lượng khán giả: 25,478 Trọng tài: Ian Brines |  |

| 3 tháng 11 năm 2012 | Elgin City                                                                                         | 5 − 1 | East Fife      | Borough Briggs, Elgin                       |  |
| 15:00               | Stuart Leslie 27' · Craig Gunn 32' · Daniel Moore 55' (pen) · Mark Nicolson 67' · Paul Harkins 73' |       | 78' David Muir | Lượng khán giả: 748 Trọng tài: Kevin Graham |  |

| 3 tháng 11 năm 2012 | Buckie Thistle | 0 − 1 | Turriff United  | Victoria Park, Buckie                     |  |
| 15:00               |                |       | 14' Gary Harris | Lượng khán giả: 800 Trọng tài: Gavin Ross |  |

| 3 tháng 11 năm 2012 | Dumbarton                                                              | 4 − 1 | East Stirlingshire  | Dumbarton Football Stadium, Dumbarton           |  |
| 15:00               | Andy Graham 13' · Jim Lister 45' · Bryan Prunty 76' · Alan Lithgow 89' |       | 44' David Greenhill | Lượng khán giả: 446 Trọng tài: Craig Charleston |  |

| 3 tháng 11 năm 2012 | Airdrie United                               | 2 − 2 | Raith Rovers                         | Excelsior Stadium, Airdrie                    |  |
| 15:00               | Gavin Griffin 28' · Jason Thomson 78' (l.n.) |       | 13' Simon Mensing · 90' Greig Spence | Lượng khán giả: 854 Trọng tài: Stephen Finnie |  |

| 3 tháng 11 năm 2012 | Stranraer         | 1 − 1 | Queens Park        | Stair Park, Stranraer                        |  |
| 15:00               | Craig Malcolm 72' |       | 52' David Anderson | Lượng khán giả: 344 Trọng tài: Don Robertson |  |

| 3 tháng 11 năm 2012 | Partick Thistle                    | 2 − 1 | Cove Rangers    | Firhill Stadium, Glasgow                      |  |
| 15:00               | Ross Forbes 13' · Steven Craig 27' |       | 86' Danny Milne | Lượng khán giả: 1,957 Trọng tài: Mike Tumilty |  |

| 3 tháng 11 năm 2012 | Forfar Athletic                                               | 3 − 3 | Nairn County                                                   | Station Park, Forfar     |  |
| 15:00               | Chris Templeman 11' · Gavin Swankie 26' · Stephen Tulloch 39' |       | 57' Martin MacDonald · 72' Ross Naismith · 90' Craig MacMillan | Trọng tài: Euan Anderson |  |

| 3 tháng 11 năm 2012 | Albion Rovers      | 1 − 1 | Greenock Morton      | Cliftonhill, Coatbridge                       |  |
| 15:00               | Tony Stevenson 45' |       | 58' Peter Weatherson | Lượng khán giả: 656 Trọng tài: Crawford Allan |  |

| 3 tháng 11 năm 2012 | Cowdenbeath                                                                                                   | 8 − 1 | Vale of Leithen | Central Park, Cowdenbeath                     |  |
| 14:00               | Greg Stewart 25', 31', 41' · Lewis Coult 47', 51' · Marc McKenzie 49' · Mark Ramsay 64' · Jamie Stevenson 78' |       | 2' Scott Moffat | Lượng khán giả: 309 Trọng tài: George Salmond |  |

| 3 tháng 11 năm 2012 | Edinburgh City | 0 − 2 | Queen of the South                 | Meadowbank Stadium, Edinburgh                    |  |
| 15:00               |                |       | 42' Nicky Clark · 65' Gavin Reilly | Lượng khán giả: 1,038 Trọng tài: Matt Northcroft |  |

| 3 tháng 11 năm 2012 | Stirling Albion | 0 − 1 | Deveronvale     | Forthbank Stadium, Stirling               |  |
| 15:00               |                 |       | 57' Craig Cowie | Lượng khán giả: 688 Trọng tài: Barry Cook |  |

| 3 tháng 11 năm 2012 | Inverurie Loco Works                 | 3 − 3 | Arbroath                                                     | Harlaw Park, Inverurie                     |  |
| 15:00               | Clark Bain 67' · Neil Gauld 86', 90' |       | 5' (pen) Steven Doris · 23' Paul Currie · 58' Darren Gribben | Lượng khán giả: 732 Trọng tài: Greg Aitken |  |

| 3 tháng 11 năm 2012 | Ayr United                    | 2 − 1 | Clachnacuddin    | Somerset Park, Ayr                            |  |
| 15:00               | Michael Moffat 50', 60' (pen) |       | 14' Scott Graham | Lượng khán giả: 1,032 Trọng tài: David Somers |  |

| 3 tháng 11 năm 2012 | Stenhousemuir    | 1 − 1 | Berwick Rangers | Ochilview Park, Stenhousemuir                 |  |
| 15:00               | Stewart Kean 78' |       | 32' Lee Currie  | Lượng khán giả: 439 Trọng tài: Paul Robertson |  |

| 3 tháng 11 năm 2012 | Brechin City                             | 2 − 2 | Bonnyrigg Rose Athletic          | Glebe Park, Brechin                          |  |
| 15:00               | Andy Jackson 61' · David Dunn 78' (l.n.) |       | 21' Sean Grady · 58' Kris Renton | Lượng khán giả: 602 Trọng tài: Andrew Dallas |  |

### Đấu lại
| 10 tháng 11 năm 2012 | Bonnyrigg Rose Athletic | 0 − 6 | Brechin City                                                                           | New Dundas Park, Bonnyrigg                     |  |
| 13:30                |                         |       | 11', 53' Kurtis Byrne · 16' Jonathan Brown · 19', 33' Alan Trouten · 71' Derek Carcary | Lượng khán giả: 1,082 Trọng tài: Andrew Dallas |  |

| 10 tháng 11 năm 2012 | Queens Park | 0 − 4 | Stranraer                                    | Hampden Park, Glasgow                        |  |
| 15:00                |             |       | 16', 63', 77' Sean Winter · 70' Chris Aitken | Lượng khán giả: 551 Trọng tài: Don Robertson |  |

| 10 tháng 11 năm 2012 | Nairn County                         | 2 − 3 | Forfar Athletic                            | Station Park, Nairn                          |  |
| 15:00                | Conor Gethins 79' · John Cameron 88' |       | 41', 58' Ross Campbell · 54' Gavin Swankie | Lượng khán giả: 578 Trọng tài: Euan Anderson |  |

| 10 tháng 11 năm 2012 | Arbroath                                             | 3 − 1 | Inverurie Loco Works | Gayfield Park, Arbroath                      |  |
| 15:00                | Brian Kerr 36' · Derek Holmes 38' · Steven Doris 47' |       | 90' Neil Gauld       | Lượng khán giả: 1,108 Trọng tài: Greg Aitken |  |

| 13 tháng 11 năm 2012 | Greenock Morton                             | 3 − 0 | Albion Rovers | Cappielow Park, Greenock                      |  |
| 19:30                | Martin Hardie 51' · Michael Tidser 53', 73' |       |               | Lượng khán giả: 746 Trọng tài: Crawford Allan |  |

| 13 tháng 11 năm 2012 | Berwick Rangers                                           | 2 − 5 | Stenhousemuir                                                    | Shielfield Park, Berwick-upon-Tweed           |  |
| 19:45                | Lee Currie 11' (pen) · Darren Lavery 66' · Lee Currie 87' |       | Darren Smith 39', 86' · John Gemmell 48' · Stewart Kean 52', 56' | Lượng khán giả: 402 Trọng tài: Paul Robertson |  |

| 13 tháng 11 năm 2012 | Raith Rovers                                                                     | 4 − 3 (s.h.p.) | Airdrie United                                                   | Starks Park, Kirkcaldy                        |  |
| 19:45                | Greig Spence 5' · Allan Walker 21' (pen) · Grant Anderson 55' · Douglas Hill 99' |                | Joshua Watt 3' · Paul Di Giacomo 45' (pen) · Gregor Buchanan 86' | Lượng khán giả: 935 Trọng tài: Stephen Finnie |  |

## Vòng Bốn
Lễ bốc thăm vòng Bốn diễn ra vào ngày 5 tháng 11 năm 2012 lúc 2:30pm tại Hampden Park trực tiếp trên Sky Sports News.
Có 16 đội thắng ở vòng Ba tham gia vòng này, cùng với 12 đội SPL và 4 đội SFL First Division chưa thi đấu ở vòng Ba (Dunfermline Athletic, Falkirk, Hamilton Academical, Livingston).
| 1 tháng 12 năm 2012 | Ross County                                                | 3 − 3 | Inverness CT                                              | Victoria Park, Dingwall                        |  |
| 12:15               | Rocco Quinn 49' · Iain Vigurs 86' · Richard Brittain 90+3' |       | Billy McKay 30' · Richie Foran 74' · Philip Roberts 90+5' | Lượng khán giả: 5,077 Trọng tài: Craig Thomson |  |

| 1 tháng 12 năm 2012 | Aberdeen         | 1 − 1 | Motherwell       | Pittodrie Stadium, Aberdeen                     |  |
| 15:00               | Niall McGinn 90' |       | Jamie Murphy 80' | Lượng khán giả: 6,061 Trọng tài: William Collum |  |

| 1 tháng 12 năm 2012 | Partick Thistle    | 0 − 1 | Dunfermline Athletic                          | Firhill Stadium, Glasgow                       |  |
| 15:00               | Aaron Muirhead 28' |       | Andrew Barrowman 35' · Andrew Barrowman 90+1' | Lượng khán giả: 3,197 Trọng tài: Steven McLean |  |

| 1 tháng 12 năm 2012 | Kilmarnock                            | 2 − 1 | Queen of the South                      | Rugby Park, Kilmarnock                        |  |
| 15:00               | Cillian Sheridan 8' · Borja Perez 69' |       | Stephen McKenna 2' · Nicholas Clark 77' | Lượng khán giả: 4,295 Trọng tài: Mike Tumilty |  |

| 1 tháng 12 năm 2012 | Raith Rovers                             | 2 − 1 | Deveronvale            | Stark's Park, Kirkcaldy                         |  |
| 15:00               | Brian Graham 55', 89' · Douglas Hill 57' |       | Scott Fraser 58' (pen) | Lượng khán giả: 1,439 Trọng tài: Paul Robertson |  |

| 1 tháng 12 năm 2012 | Turriff United                      | 1 − 1 | Greenock Morton                       | The Haughs, Turriff                         |  |
| 15:00               | Mark Simpson 40' · Cammy Bowden 89' |       | Peter Weatherson 45' · Craig Reid 88' | Lượng khán giả: 846 Trọng tài: Gary Hilland |  |

| 1 tháng 12 năm 2012 | Livingston | 0 − 2 | Dundee                                  | Almondvale Stadium, Livingston                  |  |
| 15:00               |            |       | Steven Milne 9' · Ryan Conroy 17' (pen) | Lượng khán giả: 1,432 Trọng tài: Crawford Allan |  |

| 1 tháng 12 năm 2012 | Forfar Athletic                         | 2 − 1 | Ayr United         | Station Park, Forfar                          |  |
| 15:00               | Willie Robertson 59' · Charles King 74' |       | David Sinclair 16' | Lượng khán giả: 698 Trọng tài: George Salmond |  |

| 1 tháng 12 năm 2012 | Celtic                 | 1 − 1 | Arbroath         | Celtic Park, Glasgow                               |  |
| 15:00               | Alex Keddie 36' (l.n.) |       | Steven Doris 87' | Lượng khán giả: 15,000 Trọng tài: Craig Charleston |  |

| 1 tháng 12 năm 2012 | Stranraer | 0 − 5 | Dundee United                                    | Stair Park, Stranraer                           |  |
| 15:00               |           |       | Johnny Russell 13', 27', 69' · Jon Daly 40', 61' | Lượng khán giả: 1,220 Trọng tài: Stephen Finnie |  |

| 1 tháng 12 năm 2012 | Stenhousemuir | 0 − 1 | Falkirk          | Ochilview Park, Stenhousemuir                   |  |
| 15:00               |               |       | Kieran Duffie 9' | Lượng khán giả: 1,758 Trọng tài: Mat Northcroft |  |

| 1 tháng 12 năm 2012 | St Mirren                            | 2 − 0 | Brechin City | St Mirren Park, Paisley                          |  |
| 15:00               | Kenny McLean 32' · Jon Robertson 42' |       |              | Lượng khán giả: 2,363 Trọng tài: John McKendrick |  |

| 2 tháng 12 năm 2012 | Rangers                                             | 3 − 0 | Elgin City | Ibrox Stadium, Glasgow                        |  |
| 13:15               | Dean Shiels 43' · Kevin Kyle 68' · Kal Naismith 85' |       |            | Lượng khán giả: 23,195 Trọng tài: Euan Norris |  |

| 2 tháng 12 năm 2012 | Hibernian             | 1 − 0 | Heart of Midlothian | Easter Road, Edinburgh                         |  |
| 15:30               | David Wotherspoon 84' |       |                     | Lượng khán giả: 17,052 Trọng tài: Calum Murray |  |

| 17 tháng 12 năm 2012 | Dumbarton                           | 1 − 3 | Hamilton Academical                                             | Dumbarton Football Stadium, Dumbarton       |  |
| 19:30                | Chris Turner 58' · Chris Turner 78' |       | Alister Crawford 24' · Michael Devlin 41' · Grant Gillespie 75' | Lượng khán giả: 469 Trọng tài: Bobby Madden |  |

| 17 tháng 12 năm 2012 | Cowdenbeath | 0 − 3 | St Johnstone                                                      | Central Park, Cowdenbeath                  |  |
| 19:45                |             |       | David McCracken 53' · Steven MacLean 76' (pen) · Gregory Tade 87' | Lượng khán giả: 809 Trọng tài: John Beaton |  |

### Đấu lại
| 11 tháng 12 năm 2012 | Motherwell                 | 1 – 2 | Aberdeen                              | Fir Park, Motherwell                            |  |
| 19:45                | Michael Higdon 90+2' (pen) |       | Rory Fallon 51' · Joe Shaughnessy 61' | Lượng khán giả: 4,516 Trọng tài: William Collum |  |

| 11 tháng 12 năm 2012 | Inverness CT              | 2 – 1 | Ross County     | Caledonian Stadium, Inverness                  |  |
| 19:45                | Billy McKay 9' (pen), 54' |       | Iain Vigurs 41' | Lượng khán giả: 4,135 Trọng tài: Craig Thomson |  |

| 12 tháng 12 năm 2012 | Arbroath | 0 − 1 | Celtic            | Gayfield Park, Arbroath                           |  |
| 19:45                |          |       | Adam Matthews 18' | Lượng khán giả: 4,127 Trọng tài: Craig Charleston |  |

| 17 tháng 12 năm 2012 | Greenock Morton                                                                 | 6 − 0 | Turriff United | Cappielow Park, Greenock                    |  |
| 19:30                | Peter Weatherson 37', 82', 84' · Michael Tidser 45' (pen) · Peter MacDonald 77' |       |                | Lượng khán giả: 915 Trọng tài: Gary Hilland |  |

## Vòng Năm
Lễ bốc thăm vòng Năm diễn ra vào ngày 3 tháng 12 năm 2012 lúc 1:00pm tại Hampden Park trực tiếp trên Sky Sports News.
| 2 tháng 2 năm 2013 | Dundee United                         | 3 − 0 | Rangers | Tannadice Park, Dundee                       |  |
| 12:45              | Johnny Russell 1', 79' · Jon Daly 36' |       |         | Lượng khán giả: 9,564 Trọng tài: Euan Norris |  |

| 2 tháng 2 năm 2013 | St Mirren                 | 2 − 0 | St Johnstone | St Mirren Park, Paisley                        |  |
| 15:00              | Esmaël Gonçalves 49', 56' |       |              | Lượng khán giả: 3,507 Trọng tài: Craig Thomson |  |

| 2 tháng 2 năm 2013 | Dunfermline Athletic | 0 − 2 | Hamilton Academical                      | East End Park, Dunfermline                   |  |
| 15:00              |                      |       | Stevie tháng Năm 51' · Jon Routledge 61' | Lượng khán giả: 2,588 Trọng tài: John Beaton |  |

| 2 tháng 2 năm 2013 | Falkirk                                                            | 4 − 1 | Forfar Athletic         | Falkirk Stadium, Falkirk                      |  |
| 15:00              | Lyle Taylor 19', 83' · Stewart Murdoch 68' · David Weatherston 75' |       | Iain Campbell 21' (pen) | Lượng khán giả: 1,967 Trọng tài: Kevin Clancy |  |

| 2 tháng 2 năm 2013 | Kilmarnock              | 2 − 0 | Inverness CT | Rugby Park, Kilmarnock                         |  |
| 15:00              | Paul Heffernan 58', 85' |       |              | Lượng khán giả: 3,172 Trọng tài: Willie Collum |  |

| 3 tháng 2 năm 2013 | Raith Rovers | 0 − 3 | Celtic                                                           | Stark's Park, Kirkcaldy                        |  |
| 12:45              |              |       | Kris Commons 56' (pen) · James Forrest 83' · Charlie Mulgrew 86' | Lượng khán giả: 7,775 Trọng tài: Steven McLean |  |

| 3 tháng 2 năm 2013 | Dundee                                                                                         | 5 − 1 | Greenock Morton    | Dens Park, Dundee                             |  |
| 15:00              | Jim McAlister 29' · Lewis Toshney 65' · Colin Nish 71' · John Baird 74' · Declan Gallagher 82' |       | Michael Tidser 31' | Lượng khán giả: 3,336 Trọng tài: Bobby Madden |  |

| 3 tháng 2 năm 2013 | Hibernian       | 1 − 0 | Aberdeen | Easter Road, Edinburgh                        |  |
| 15:30              | Gary Deegan 49' |       |          | Lượng khán giả: 11,877 Trọng tài: Iain Brines |  |

## Tứ kết
Lễ bốc thăm tứ kết diễn ra vào ngày 3 tháng 2 năm 2013 lúc 5:45pm tại Easter Road Stadium trực tiếp trên Sky Sports 2.
| 2 tháng 3 năm 2013 | St Mirren            | 1 − 2  | Celtic                             | St Mirren Park, Paisley                    |  |
| 12:45              | Esmaël Gonçalves 13' | Report | Joe Ledley 5' · Anthony Stokes 21' | Lượng khán giả: 5,572 Trọng tài: Alan Muir |  |

| 2 tháng 3 năm 2013 | Hamilton Academical                 | 1 − 2  | Falkirk               | New Douglas Park, Hamilton                      |  |
| 15:00              | Andy Ryan 74' · Jonathan Page 90+3' | Report | Blair Alston 44', 71' | Lượng khán giả: 3,452 Trọng tài: William Collum |  |

| 3 tháng 3 năm 2013 | Dundee            | 1 − 2  | Dundee United                             | Dens Park, Dundee                             |  |
| 12:45              | Jim McAlister 19' | Report | Brian McLean 11' · Gary Mackay-Steven 35' | Lượng khán giả: 10,191 Trọng tài: Iain Brines |  |

| 3 tháng 3 năm 2013 | Kilmarnock                                                     | 2 − 4  | Hibernian                                           | Rugby Park, Kilmarnock                       |  |
| 15:00              | James Dayton 26' · Paul Heffernan 72' (pen) · Ross Barbour 87' | Report | Leigh Griffiths 15', 82', 89' (pen) · Matt Done 39' | Lượng khán giả: 7,272 Trọng tài: John Beaton |  |

## Bán kết
Lễ bốc thăm Bán kết diễn ra vào ngày 4 tháng 3 năm 2013 at 1:30pm at Hampden Park trực tiếp trên Sky Sports News.
| 13 tháng 4 năm 2013 | Hibernian                                    | 4 − 3 (s.h.p.) | Falkirk                             | Hampden Park, Glasgow                                                                          |  |
| 12:30               | Harris 51' · Griffiths 78', 115' · Doyle 83' | Report         | Sibbald 6' · Fulton 18' · Aston 30' | Lượng khán giả: 22,410 Trọng tài: Iain Brines (Injured after 90 mins) John Beaton (Extra time) |  |

| 14 tháng 4 năm 2013 | Dundee United                     | 3 − 4 (s.h.p.) | Celtic                                      | Hampden Park, Glasgow                           |  |
| 12:45               | Mackay−Steven 23' · Daly 30', 72' | Report         | Commons 2', 59' · Wanyama 31' · Stokes 103' | Lượng khán giả: 24,828 Trọng tài: Craig Thomson |  |

## Chung kết
| Hibernian | 0 − 3  | Celtic                      |
| --------- | ------ | --------------------------- |
|           | Report | Hooper 9', 31' · Ledley 80' |

## Phủ sóng truyền thông
Từ vòng Bốn trở đi, các trận đấu được lựa chọn từ Cúp quốc gia Scotland được truyền hình trực tiếp ở Ireland và Vương quốc Liên hiệp Anh và Bắc Ireland bởi BBC Scotland và Sky Sports. BBC Scotland có quyền lựa chọn phát sóng một trận mỗi vòng và Sky Sports phát sóng hai trận mỗi vòng và một trận đấu lại. Cả hai kênh đều phát sóng trực tiếp trận chung kết Chung kết.
Các trận đấu sau được truyền hình trực tiếp.
| Vòng      | Sky Sports                                                                          | BBC Scotland                |
| --------- | ----------------------------------------------------------------------------------- | --------------------------- |
| Vòng Bốn  | Rangers vs Elgin City Hibernian vs Heart of Midlothian Arbroath vs Celtic (Đấu lại) | Ross County vs Inverness CT |
| Vòng Năm  | Dundee United vs Rangers Hibernian vs Aberdeen                                      | Raith Rovers vs Celtic      |
| Tứ kết    | St Mirren vs Celtic Dundee vs Dundee United                                         | Kilmarnock vs Hibernian     |
| Bán kết   | Hibernian vs Falkirk Dundee United vs Celtic                                        | Hibernian vs Falkirk        |
| Chung kết | Hibernian vs Celtic                                                                 | Hibernian vs Celtic         |